# Bestbreeder from 1997 to 2000
Albums de Children of Bodom
Hate Crew Deathroll
(2003) Are You Dead Yet?
(2005)
BestBreeder from 1997 to 2000 est une compilation du groupe de Death metal Finlandais Children Of Bodom. L'album est sorti en août de l'année 2003 uniquement au Japon.
Le titre de la compilation est une référence à l'un de leurs albums studio, qui s'appelle Hatebreeder.
Les quatre titres live de la compilation, Deadnight Warrior, Hatebreeder, Touch Like Angel of Death et Downfall sont extraits de leur album live Tokyo Warhearts.
Le premier titre de la compilation, Rebel Yell (qui est une reprise du groupe Billy Idol), est le seul titre de la discographie de Children Of Bodom ou le chant clair est exclusivement utilisé.

## Composition
- Alexi Laiho – chant / guitare
- Roope Latvala – guitare
- Henkka Seppälä – basse /chant secondaire
- Janne Wirman – claviers
- Jaska Raatikainen – batterie

## Liste des titres
1. "Rebel Yell" (reprise de Billy Idol)
2. "In the Shadows"
3. "Lake Bodom"
4. "Warheart"
5. "Silent Night Bodom Night"
6. "Towards Dead End"
7. "Children of Bodom"
8. "Deadnight Warrior" (live)
9. "Hatebreeder" (live)
10. "Touch Like Angel of Death" (live)
11. "Downfall" (live)
12. "Follow the Reaper"
13. "Bodom After Midnight"
14. "Everytime I Die"
15. "Mask of Sanity"
16. "Hate Me!"
17. "Kissing the Shadows"